# منتخب تايلاند لكرة اليد الشاطئية للنساء
منتخب تايلاند لكرة اليد الشاطئية للنساء هو ممثل تايلاند الرسمي في المنافسات الدولية في كرة اليد الشاطئية .